# Муляровский сельсовет
Муляровский сельсовет — административная единица на территории Петриковского района Гомельской области Республики Беларусь. Административный центр — посёлок Муляровка.

## Состав
Муляровский сельсовет включает 10 населённых пунктов:
- Заболотье — деревня
- Коржевка — деревня
- Куритичи — агрогородок
- Людвинов — деревня
- Муляровка — посёлок
- Остров — деревня
- Слобода — деревня
- Слобода — посёлок
- Сметаничи — деревня
- Средняя Рудня — деревня